# Орловача (пещера)
Орловача (серб. Пећина Орловача) — пещера на территории общины Пале Республики Сербской в Боснии и Герцеговине. Вторая по длине пещера в Боснии и Герцеговине и самая длинная пещера в составе Республики Сербской. Расположена на горе Орловача, в 10 километрах к западу от Пале и в 15 километрах к востоку от Сараево. Ранее была известна как пещера Саввы.

## Описание
Вход находится в отвесной скале над селом Сумбуловац, на высоте 1056 метров над уровнем моря.
Первый план пещеры составлен в 1975 году, позднее был обнаружен и расчищен второй вход в пещеру, заваленный камнями. Общая глубина около 560 метров, общая длина обследованных ходов около 2500 метров.
В пещере четыре уровня, в нижнем течёт река Синева. Множество натёчных образований: сталактитов, сталагмитов, и других. Микроклимат полости стабилен: в течение всего года температура составляет 8,8 °C, а влажность более 90 %.
В пещере найдены кости пещерного медведя, возраст которого оценивается в 16 000 лет. Эти кости хранятся в музее пещеры. В окрестностях пещеры сделаны также археологические находки: остатки топора и фрагменты керамики.

## Охранный статус и использование
С 2011 года пещера является памятником природы, площадь памятника 27,1 га. С 1980 часть ходов пещеры были оборудованы и открыты для туристов, но с 1992 в связи с войной посещения прекратились. Вновь открыта для туристов с 2002 года.